# Michel Hidalgo
Pour les articles homonymes, voir Hidalgo.
Michel Hidalgo, né le 22 mars 1933 à Leffrinckoucke (Nord) et mort le 26 mars 2020 à Marseille (Bouches-du-Rhône), est un footballeur international français devenu entraîneur. Il évolue au poste d'ailier droit puis de milieu récupérateur du début des années 1950 au milieu des années 1960. Sélectionneur de l'équipe de France, il l'emmène à son premier titre international en 1984, lors du Championnat d'Europe de football disputé en France. 
Il commence le football au sein de l'US Normande où il est repéré par Le Havre AC. Il y joue deux saisons avant de partir ensuite pour le Stade de Reims. Il remporte avec ce club un championnat de France et dispute, contre le Real Madrid, la finale de la Coupe Latine en 1955 puis celle de la première coupe d'Europe des clubs champions en 1956 (il marque un but de la tête au cours de cette toute première finale). Il est ensuite transféré à l'AS Monaco où il gagne deux nouveaux titres de champion de France et deux coupes de France. Il finit dans ce club sa carrière de joueur en 1966.
Comme entraîneur, après un bref passage au RC Menton à la fin des années 1960, il est sélectionneur de l'équipe de France de 1976 à 1984. Il permet aux « Bleus » de revenir dans l'élite mondiale en la qualifiant pour deux Coupes du monde et en finissant 4e du mondial espagnol, après une demi-finale épique contre l'Allemagne à Séville. En 1984, il remporte à la tête de la sélection le championnat d'Europe, contre l'Espagne au Parc des Princes, ce qui constitue le premier titre international de l'équipe de France. Il quitte son poste dans la foulée et devient directeur technique national de la Fédération française de football. En 1986, il rejoint Bernard Tapie à l'Olympique de Marseille pour en devenir le directeur général jusqu'en 1991.

## Biographie

### Enfance et jeunesse
Michel Hidalgo est né le 22 mars 1933 dans le nord de la France en raison des déplacements professionnels de son père, ouvrier-métallurgiste. Il a un frère jumeau monozygote prénommé Serge. Leur père est un ouvrier métallurgiste espagnol, leur mère est originaire de la région parisienne.
La famille s'installe dans le Calvados, à Giberville, dans la banlieue de Caen, au Plateau, dans une cité ouvrière près des hauts-fourneaux de la Société métallurgique de Normandie. Michel Hidalgo apprend à jouer au football, à un contre un, en d'interminables parties contre son frère jumeau, développant ainsi son sens du dribble et ses dons pour ce sport. La guerre les chasse de Normandie durant l'été 1944. Ils se réfugient à Évron, en Mayenne avant la fin de la bataille de Normandie.
Les Hidalgo reviennent en 1946 en banlieue de Caen, à Mondeville, les deux frères s’inscrivent dans une équipe de patronage paroissial de la ville, l'Espérance, et Michel et Serge  se font remarquer par le club voisin de l'US Normande. Ils sont champions de Normandie juniors 1952 avec ce club puis Michel rejoint Le Havre AC où il signe son premier contrat professionnel. Serge quant à lui restera à l'US Normande et intègrera le Stade rennais UC de 1954 à 1956.

### Carrière de footballeur professionnel (1952-1966)
Au Havre, Michel Hidalgo joue ailier droit, il se fait remarquer par sa vitesse et ses dribbles mais ne brille pas par son travail défensif. La seconde saison avec le club normand se termine par une relégation et Michel Hidalgo est transféré au Stade de Reims en fin de saison 1954.
À Reims, il n'est pas un titulaire en puissance, la ligne d'attaque étant composée de Raymond Kopa, Léon Glovacki, René Bliard et Jean Templin. Effectuant son service militaire à Paris, il fait de plus les allers-retours Paris-Reims toutes les fins de semaine. Il participe cependant activement au titre de champion de France, remporté par les Rémois. Il dispute 23 matchs, souvent au poste d'ailier gauche, marquant 11 buts. Il dispute également avec son club la coupe Latine, Reims élimine le Milan AC grâce à un but en or de Glovacki à la 139e minute. Le club retrouve en finale trois jours plus tard le Real Madrid et doit s'incliner 2 à 0.
La saison suivante, Hidalgo et le Stade de Reims remportent tout d'abord le trophée des champions en écrasant le Lille OSC 7 à 1. En championnat où le club finit 10e, il joue peu n'étant titulaire qu'à 16 reprises, il marque cependant 8 buts. Cette année-là, le club champenois écrit sa légende en coupe d'Europe des clubs champions. Après avoir éliminé l'AGF Århus, le Budapesti Voros Lobogo et le Hibernian FC, Reims retrouve en finale le Real Madrid. Hidalgo marque de la tête le but du 3 à 2 mais le Real, emmené par Alfredo Di Stéfano, s'impose finalement 4 à 3.
Recruté par l'AS Monaco en 1957, il prend part à l'émergence d'une équipe compétitive au pied du Rocher. Sous les ordres de Lucien Leduc, il en devient capitaine et remporte en 1960 et 1963 avec les Monégasques la coupe de France, en 1961 et 1963 le championnat de France et en 1961 la coupe Drago contre le RC Strasbourg 2 à 0, premiers titres du club de la principauté. 
Le 5 mai 1962, il connait sa seule et unique sélection contre l'Italie. Initialement prévu pour jouer avec l'équipe de France B, Georges Verriest, le sélectionneur, l'appelle pour pallier le forfait d'un joueur. Il entre à la mi-temps à la place de Stéphane Bruey comme milieu défensif alors que l'équipe de France mène 1 à 0. Les Bleus s'inclinent 2 à 1 sur deux buts de José Altafini.
En 2022, le magazine So Foot le classe dans le top 1000 des meilleurs joueurs du championnat de France, à la 108e place.

### Président du syndicat des joueurs (1964-1969)
En 1964, succédant à Just Fontaine à la tête de l'UNFP, le syndicat des joueurs, Michel Hidalgo fait preuve à ce poste d'une grande activité. En 1966, l'UNFP est à l'origine de la création de la FIFpro, la fédération internationale des footballeurs professionnels. En 1969, le syndicat obtient, après de dures négociations, l'entrée en vigueur du contrat à temps. Il reste à la tête du syndicat jusqu'en 1969 

### Sélectionneur de l'équipe de France (1976-1984)
Hidalgo est nommé sélectionneur de l'équipe de France de football en novembre 1975 en remplacement de Stefan Kovacs, dont il était l'adjoint depuis 1973, à une époque où la France échoue invariablement en éliminatoires des grands tournois internationaux. Il inculque aux Bleus ses principes d'un jeu ouvert axé sur l'offensive et, aidé par l'éclosion d'une jeune génération emmenée par Michel Platini, Dominique Rocheteau et Maxime Bossis, écrit une page dorée de l'histoire du football français. Après douze ans d'absence, Hidalgo qualifie enfin la France pour une phase finale de Coupe du monde en 1978. La veille du départ en Argentine, il est victime, avec son épouse, d'une tentative d'enlèvement sur une route de la Gironde, par un groupe opposé à la Coupe du monde en Argentine,. Au mondial argentin, la France échoue au premier tour face à l'Argentine et l'Italie.  La montée en puissance se poursuit cependant et Hidalgo, s'appuyant sur une solide ossature stéphano-nantaise, conduit, après une qualification arrachée devant les Pays-Bas au Parc des Princes, de nouveau l'équipe nationale à la Coupe du monde de football de 1982 et la légendaire demi-finale de Séville perdue aux tirs au but face à la RFA. Le 27 juin 1984, enfin, c'est la consécration : Hidalgo donne à la France son premier titre international avec la victoire à l'Euro 1984, à domicile, en gagnant la finale 2-0 face à l'Espagne au Parc des Princes et après une nouvelle demi-finale d'anthologie à Marseille, remportée 3-2 face au Portugal à la dernière minute de la prolongation. 
Hidalgo passe le relais à la tête des Bleus à Henri Michel sur ce succès. Conscient de la difficulté du poste et d'avoir pu l'exercer pendant une durée de 8 ans , il se replie sur le poste de directeur technique national qu'il occupait en parallèle depuis 1982.

### Une fin de carrière active
En juillet 1984, Laurent Fabius, nouveau premier ministre lui propose le portefeuille des Sports dans son gouvernement mais au vu du délai trop court pour se décider, Michel Hidalgo préfère décliner (décision qu'il dit avoir regrettée par la suite).
En 1986, il quitte ses fonctions de directeur technique national et rejoint l'Olympique de Marseille de Bernard Tapie dont il devient manager jusqu'en 1991. Il sera également coach durant un match en août 1988 à la suite de l'éviction de Gérard Banide.
Il sera condamné en appel à de la prison avec sursis et une lourde amende par la justice française dans l'affaire des comptes de l'OM.
Il est membre du conseil fédéral de la FFF jusqu'en 1995.
Michel Hidalgo quitte ensuite le contact direct avec le football professionnel sans toutefois abandonner le milieu, coanimant l'émission « Demain c'est foot » sur TMC et commentant à l'occasion comme consultant des matches de football.
En 2006, à la demande de la Ligue de football professionnel, Michel Hidalgo remet un rapport avec six propositions pour accroître le nombre de buts marqués dans le championnat de France. Aucune de ces propositions n'a été à ce jour appliquée.
En 2008, il ouvre la première académie internationale de football à Cannes pour détecter les jeunes talents.
Le 12 février 2020, bien qu'affaibli, le sélectionneur des champions d'Europe 1984 retrouve une quinzaine de ses anciens joueurs venus lui rendre hommage.

### Mort
Il meurt le 26 mars 2020 à Marseille, à l'âge de 87 ans. Sa famille précise qu'il est mort à son domicile, d'épuisement.

## Palmarès

### Palmarès de joueur
Michel Hidalgo a remporté, comme joueur, tous les trophées français de son époque. Avec le Stade de Reims, il est champion de France en 1955 et gagne, la même année, le Challenge des champions. Sous les couleurs monégasques, il finit deux fois champion de France en 1961 et 1963 et vice-champion en 1964. Il gagne deux coupes de France en 1960 et 1963, la coupe Drago en 1961, le Challenge des champions en 1961 et le trophée Theresa Herrera en 1963.
Au niveau continental, il est, sous les couleurs rémoises, finaliste de la coupe Latine en 1955 et de la coupe d'Europe des clubs champions en 1956.
Il est sélectionné une fois en équipe de France en 1962.

### Palmarès d'entraîneur/sélectionneur
Comme sélectionneur, il remporte le championnat d'Europe des nations en 1984, premier titre sénior de l'histoire du football français clubs et sélections confondus. Il qualifie la France pour deux coupes du monde en 1978 et 1982, terminant quatrième du Mondial espagnol.
Son bilan à la tête des Bleus est de 76 matchs disputés qui se décomposent en 42 victoires, 16 nuls et 18 défaites.
À la suite du Mondial espagnol, il est nommé entraîneur français de l'année 1982 par France Football. En 1999, il est élu également par ce magazine, troisième entraîneur français du siècle. Après la victoire de l'équipe de France à l'Euro 84, il est nommé entraîneur européen de l'année par le magazine britannique World Soccer.

## Statistiques
Le tableau ci-dessous résume les statistiques en match officiel de Michel Hidalgo durant sa carrière de joueur professionnel. 
| Saison      | Club           | Pays   | Championnat | Championnat | Championnat | Coupes nationales | Coupes nationales | Coupe d'Europe | Coupe d'Europe | Coupe d'Europe | Sélection | Sélection |
| Saison      | Club           | Pays   | Division    | Matchs      | Buts        | Matchs            | Buts              | Type           | Matchs         | Buts           | Matchs    | Buts      |
| ----------- | -------------- | ------ | ----------- | ----------- | ----------- | ----------------- | ----------------- | -------------- | -------------- | -------------- | --------- | --------- |
| 1952 - 1953 | Le Havre AC    | France | Division 1  | 19          | 4           | -                 | -                 | -              | -              | -              | -         | -         |
| 1953 - 1954 | Le Havre AC    | France | Division 1  | 28          | 9           | 4                 | 1                 | -              | -              | -              | -         | -         |
| 1954 - 1955 | Stade de Reims | France | Division 1  | 23          | 11          | 3                 | 1                 | CL             | 2              | 0              | -         | -         |
| 1955 - 1956 | Stade de Reims | France | Division 1  | 16          | 8           | 2                 | 0                 | C1             | 4              | 1              | -         | -         |
| 1956 - 1957 | Stade de Reims | France | Division 1  | 27          | 4           | 3                 | 4                 | -              | -              | -              | -         | -         |
| 1957 - 1958 | AS Monaco      | France | Division 1  | 30          | 5           | 4                 | 2                 | -              | -              | -              | -         | -         |
| 1958 - 1959 | AS Monaco      | France | Division 1  | 28          | 4           | 2                 | 0                 | -              | -              | -              | -         | -         |
| 1959 - 1960 | AS Monaco      | France | Division 1  | 34          | 10          | 6                 | 1                 | -              | -              | -              | -         | -         |
| 1960 - 1961 | AS Monaco      | France | Division 1  | 33          | 5           | 7                 | 2                 | -              | -              | -              | -         | -         |
| 1961 - 1962 | AS Monaco      | France | Division 1  | 28          | 1           | 6                 | 0                 | C1             | 2              | 0              | 1         | 0         |
| 1962 - 1963 | AS Monaco      | France | Division 1  | 38          | 1           | 8                 | 0                 | -              | -              | -              | -         | -         |
| 1963 - 1964 | AS Monaco      | France | Division 1  | 20          | 0           | 3                 | 0                 | C1             | 4              | 0              | -         | -         |
| 1964 - 1965 | AS Monaco      | France | Division 1  | 31          | 0           | 4                 | 0                 | -              | -              | -              | -         | -         |
| 1965 - 1966 | AS Monaco      | France | Division 1  | 14          | 0           | 1                 | 0                 | -              | -              | -              | -         | -         |
| Total       | Total          | Total  | Total       | 369         | 62          | 53                | 11                | -              | 12             | 1              | 1         | 0         |

## Autre
- 1991 : Participation au rallye Dakar en tant que copilote de Thierry Delli-Zotti sur Mitsubishi, ils ont fini à la 21e place[28],[29].

## Hommage
Une rose hybride de thé, nommée « Hidalgo », lui a été dédiée par la maison Meilland en 1979.
Le stade de Saint-Gratien, (géré par le SIVOM de Sannois et Saint-Gratien) d'une capacité de 8 000 places, où se jouent les matches à domicile de l'Entente Sannois Saint-Gratien, est dénommé stade Michel-Hidalgo.
Trois stades de Normandie sont également nommés stade Michel-Hidalgo : Colombelles (le Plateau) et Thaon dans le Calvados, et Rogerville en Seine-Maritime.
Un « espace Michel-Hidalgo » est créé dans l'enceinte du Centre national du football (Clairefontaine), il comprend un centre de recherche, deux nouveaux terrains et un bâtiment avec salle de musculation. Il est inauguré en septembre 2023, en présence notamment de personnalités du football français, ainsi que Monique Hidalgo, veuve de Michel.